# Love Can Heal
Love Can Heal ist ein Lied des englischen Singer-Songwriters und Rockmusikers Peter Gabriel. Es ist am 1. Dezember 2023 auf Gabriels zehntem Studioalbum i/o erschienen.

## Geschichte
Auf der Rock Paper Scissors Tour im Jahr 2016 mit Sting in Nordamerika probierte Peter Gabriel vier bis dahin unveröffentlichte Songs aus, darunter auch Love Can Heal. Love Can Heal in der i/o-Version sollte sich von der am 29. Juni 2016 im Air Canada Center in Toronto gespielten Live-Version unterscheiden. Es hat sich allerdings mit der Veröffentlichung kein nennenswerter Unterschied gezeigt, wobei Teile des Stücks während der Rock Paper Scissors Tour aufgenommen wurden.
Das Lied wurde 2023 erstmals bei dem ersten Konzert der I/o The Tour am 18. Mai 2023 in der Tauron Arena in Krakau, Polen live gespielt und gehörte immer zur Setlist der Tournee.
Die Erstveröffentlichung von Love Can Heal erfolgte als neunte Single des Albums i/o am 31. August 2023. In diesem Jahr gab es zwei Vollmonde im August (also einen Blue Moon).
Die Single wurde als Einzeltrack zum Download und Streaming durch Real World Records veröffentlicht. Hierbei handelt es sich um den sogenannten Bright-Side Mix, der von Mark „Spike“ Stent abgemischt wurde. Ähnlich wie bei den in den acht Monaten zuvor veröffentlichten Titeln Panopticom, The Court, Playing for Time, i/o, Four Kinds of Horses, Road to Joy, So Much und Olive Tree wurde das erste Veröffentlichungsdatum der Single so gewählt, dass es mit einem Vollmond zusammenfällt.
Insgesamt wurden drei verschiedene Mixe des Titels veröffentlicht: Nach dem Bright-Side Mix (gemixt von Mark „Spike“ Stent) wurde am 15. September 2023 der Dark-Side Mix (gemixt von Tchad Blake) und der Atmos In-Side Mix (von Hans-Martin Buff) an dem darauffolgenden Neumond veröffentlicht.

„Mir gefällt die Idee des Multiple-Mix-Ansatzes sehr gut, denn für die meisten Künstler ist der Prozess und nicht das Produkt das Wichtigste. In gewisser Weise versuche ich, den Prozess für diejenigen, die daran interessiert sind, ein wenig mehr zu öffnen.“

## Artwork
Das Cover-Artwork der Single zeigt ein Gemälde von dem britischen Künstler Antony Micallef mit dem Titel A Small Painting Of What I Think Love Is. Bei seinem Bild von 2010 handelt es sich um eine Öl-Malerei auf Karton in der Größe 29 × 21 cm. Das vollständig in Schwarzweiß gehaltene Bild zeigt zwei sich innig umschlungen haltende Menschengestalten. Diese sind zwar nur grob angedeutet, aber dennoch klar in der Erscheinung und stark im Ausdruck. Von diesem Motiv existieren verschiedene Varianten.
Eine Nähe zwischen den beiden sich innig umarmt haltenden Gestalten auf dem Bild und dem beruhigend umfangenden Song Love Can Heal mit seiner Aussage ist leicht zu erkennen. Micallaf wählte dieses Bild aus, weil es seiner Ansicht nach am besten zu dem Song passte.

„Antony Micallef ist ein umwerfender Maler. Ich hatte einige seiner Porträts gesehen, die mit dicken Farbschichten gemalt sind. Für mich gab es Bezüge zu Auerbach und Bacon, einfach sehr körperlich, sehr kraftvoll, und ich habe mich einfach verliebt. Diese Gemälde sind in gewisser Weise brutaler, aber dieses hier ist so zart, und ich denke, Antony schafft es, viel von dieser intimen Zärtlichkeit rund um die Liebe einzufangen, die sehr schwer in Bilder zu fassen ist. Ich habe mich sehr gefreut, als er sich bereit erklärt hat, bei diesem Projekt mitzumachen.“

„Ich habe mir ein paar der Songs angehört, und das ist interessant, denn es ist, als würde man Kleidung anziehen und sagen: 'Oh, das steht mir' oder 'das steht mir nicht'. Bei Love Can Heal konnte ich sehen, wie meine Bilder auftauchten, als ich es hörte, also fängt man an, sich darauf einzustellen, und so fängt es an. Ich liebe Künstler, die Risiken eingehen, und Peter hat sich immer wieder verändert, und das möchte ich auch mit meiner Arbeit tun, damit sie nicht nur auf dieser einen Sache beruht.“

## Hintergrund
Aufgenommen in Gabriels Real World Studios in Box, Wiltshire, im Beehive in London und Live-Aufnahmen von der Rock Paper Scissors Tour 2016 während des Soundchecks aus dem Rexall Place in Edmonton, Kanada sind auf Love Can Heal unter anderem wieder Tony Levin an der Bassgitarre, David Rhodes an der E-Gitarre und Ríoghnach Connolly und Melanie Gabriel als Begleitgesang zu hören. Der Begleitgesang von Jennie Abrahamson und Linnea Olsson, das Cellospiel von Linnea Olsson, die Perkussion von Ged Lynch und das Keyboard von Angie Pollock stammen vom Soundcheck des Konzerts von 2016.
Der Bright-Side Mix der Single wurde am neunten Vollmond des Jahres 2023 veröffentlicht, genannt Blue Moon. Gabriel kündigte bei der Veröffentlichung des Titels Panopticom an, dass weitere Bright-Side Mixe von Titeln des Albums von Mark „Spike“ Stent und weitere Dark-Side Mixe von Tchad Blake veröffentlicht werden. Der erste Mix wurde jeweils bei Vollmond und die weiteren bei Neumond veröffentlicht. Darüber hinaus wurden von allen Titeln In-Side Mixe in Dolby Atmos von Hans-Martin Buff angekündigt, die von ihm im Red Room der Real World Studios und seinem eigenen Tonstudio Aural Majority Pad in Boofland erstellt wurden. Diese können auf Apple Music, Amazon Music wie auch der Audio-Blu-ray des Albums gehört werden. Als Stereo-Variante steht bzgl. der Streamingdienste der jeweilige Dark-Side Mix zur Verfügung.
Musikalisch ist Love Can Heal lt. Gabriel „ein verträumtes, experimentelles Stück mit abstrakten Bildern“, „ein Klangteppich, ein Wandteppich, in dem Dinge miteinander verwoben sind, die aber nicht unbedingt herausstechen sollen, sondern einfach Teil eines Ganzen sind“.

## Inhalt und Bedeutung
Über den Ursprung des Liedes sagte Gabriel:

„Love Can Heal wurde etwa 2016 geschrieben und ich fing an, es in der Mitte der Tour zu spielen und widmete es Jo Cox, der britischen Abgeordneten (im Unterhaus), die brutal von einem Extremisten ermordet wurde und die ich auf einer Führungskonferenz kennengelernt hatte. Ich denke, der Song passt genau zu den Themen des Albums in dem Sinne, dass es bei i/o um Gefühle geht und darum, mit allem verbunden zu sein, und in gewisser Weise ist die nächste Evolution des Verbunden-Seins mit Dingen ein Gefühl der Liebe für alles.“

Gabriel erwähnte weiterhin, Jo Cox zufällig vor der Tat auf einer Konferenz getroffen zu haben. Es gibt eine periphere Verbindung und Inspiration, die aus dem Interesse von Peter Gabriel an den Parallelen zwischen der Art und Weise, wie die Menschen über viele Jahrhunderte hinweg psychedelische Drogen für mystische Erfahrungen verwendet haben, und der klinischen Forschung der heutigen Zeit von vielen Universitäten über ihre Heilkräfte stammt. Gabriel sagt: „Es klingt abgedroschen zu sagen 'Liebe kann heilen', aber ich glaube wirklich, dass sie ein Schlüsselelement ist und dass, wenn Menschen sich interaktiv, warm, gebend, als Teil von etwas Lebendigem und nicht isoliert fühlen, sie viel eher in der Lage sind, sich wohl zu fühlen und von sich aus mehr zu geben. Die Musik begann mit dieser meditativen, sich wiederholenden Sequenz, und die Essenz all dieser Klänge war der Versuch, eine sinnliche Palette zu schaffen. Durch die Arbeit von Hans-Martin Buff am immersiven Mix bekommt man das Gefühl, an vielen Stellen berührt zu werden, und es sollte ein Ort sein, an dem man einfach abdriftet. Das war mein Ziel.“
Die Musik von Love Can Heal hat eine meditativ-repetive Struktur. Der Liedtext enthält die Aussage: Liebe kann heilen. Dieser einfache Gedanke ist Gabriel wichtig. Er greift zentrale Themen des Albums i/o auf: Interagieren und Verbundenheit mit allem. Das Lied vermittelt Anteilnahme in einem verlorenen Zustand und gleichzeitig Ermutigung.

## Bandcamp Exclusives
Für die Abonnenten des Kanals von Peter Gabriel bei dem Online-Musikdienst Bandcamp wurden zusätzlich zu den Bright-Side und den Dark-Side Mixen alternative Versionen der bis jetzt veröffentlichten Titel des Albums i/o auch zum Download zur Verfügung gestellt, wie auch Videoclips, die deutlich mehr in die Tiefe gehen als die Clips auf YouTube, die an jedem Vollmond regulär erscheinen (meistens an Neumond, manchmal später).
1. Love Can Heal (Post Band Version) – 6:31 – Elemente wie Teile des Gesangs, aber vor allem die Perkussion fehlen im finalen Mix und es gibt noch kein Orchester. Diese Version ist etwa eine halbe Minute länger als die vorher bekannten Versionen. Sie stammt vom Oktober 2021 und gibt den Zustand unmittelbar nach den Sessionaufnahmen wieder. Da bei diesen Aufnahmen aber auch bereits eingespieltes Material miteinfloss, handelt es sich um die Bandeinspielung plus die Teile der Liveaufnahme mit Linnea Olsson, Jennie Abrahamson und Angie Pollock von 2016.[23][24]
2. Love Can Heal (Halfway House Mix) – 5:21 – Bei dieser gegenüber den Hauptmixen um 38 Sekunden kürzeren Version handelt es sich um einen alternativen Work-in-Progress-Mix von Love Can Heal mit Elementen, die während der Rock Paper Scissors Tour mit Jennie Abrahamson, Linnea Olsson und Angie Pollock aufgenommen wurden, sowie zusätzlicher Bassgitarre von Tony Levin und Percussion von Ged Lynch.[25][26]

## Musikvideos
Diesmal wurde erstmals bei dem Album i/o gleich zu Beginn mit dem Song ein Musikvideo veröffentlicht. Das erste Video zu dem Lied wurde von Aardman Animations hergestellt, die seit dem Videoclip zu Sledgehammer eine lange Verbindung zum videokünstlerischen Schaffen Gabriels haben. Es zeigt eine Weiterentwicklung des Artworks von Antony Micallef als Animation und ist in Zusammenarbeit mit ihm entstanden. Sein Bild wurde von den Aardman-Studios in eine Animation verwandelt, die es als zentrales Motiv benutzt. In dem Musikvideo erscheint das Paar in Nahansicht und wirkt dreidimensionaler. Die Kontrollelemente der digitalen 3D-Models zeigen sich, die Gitterstrukturen. Es wird sichtbar, dass die beiden Gestalten Mühe aufwenden müssen, um sich umschlungen halten zu können.
Das zweite Musikvideo zu Love Can Heal wurde zu dem Bright-Side Mix im Rahmen der KI-Musikvideocreator-Plattform 50:50 am 22. Mai 2025 veröffentlicht. Das KI-generierte animierte Video wurde von Ravi Swami erstellt. Das Video ist ein Versuch, eine kohärente Erzählung mit den derzeit verfügbaren und sich ständig weiterentwickelnden KI-Tools für bewegte Bilder zu erstellen. Es besteht aus Bildern, die in Midjourney von 2023 bis heute erzeugt wurden, und ist von der dritten Aufnahme inspiriert, die Technologie und Natur gegenüberstellt. Die Erzählung entstand aus der Besorgnis über den Einsatz von KI und als Anspielung auf den Begriff „Drohne“ und beinhaltet Themen wie die Frage, wie unsere Abhängigkeit von der Technologie uns von der Natur isolieren kann, und im weiteren Sinne die Idee, dass die Natur einen Vorsprung von einer Milliarde Jahren gegenüber den menschlichen Bemühungen hat.

## Mitwirkende
(Quelle:)

### Liedproduktion
- Jennie Abrahamson – Begleitgesang
- Tchad Blake – Mixing (Dark-Side Mix)
- Hans-Martin Buff – Dolby-Atmos-Mixing (In-Side Mix), zusätzliche Perkussion (nur In-Side-Mix)
- Richard Chappell – Vorproduktion-Toningenieur
- Matt Colton – Mastering
- Ríoghnach Connolly – Begleitgesang
- Faye Dolle – Assistenz-Toningenieurin
- Melanie Gabriel – Begleitgesang
- Peter Gabriel – Hauptgesang, Begleitgesang, Piano, Synthesizer, Produzent, Hairy Drum
- Oli Jacobs – Toningenieur
- Tony Levin – Bassgitarre
- Ged Lynch – Perkussion
- Katie May – Toningenieurin, FX-Gitarre
- Linnea Olsson – Solo-Cello, Begleitgesang
- Angie Pollock – Synthesizer
- David Rhodes – E-Gitarre
- Dom Shaw – Assistenz-Toningenieur
- Mark „Spike“ Stent – Mixing (Bright-Side Mix)

### Unternehmen
- Aural Majority Pad – Tonstudio (Dolby Atmos Mix)
- The Beehive – Tonstudio
- Metropolis Mastering – Mastering
- Real World Studios – Tonstudio
- Rexall Place – Aufnahmeort Live-Aufnahmen